# Douglas Savoy
Pour les articles homonymes, voir Savoy.
Douglas Eugene "Gene" Savoy (11 mai 1927 – 11 septembre 2007) était un explorateur américain qui découvrit plus de 40 villes perdues dans les jungles du Pérou. Surnommé « le véritable Indiana Jones » par le magazine People, Savoy sera crédité d’avoir retrouvé quatre des plus importants sites archéologiques péruviens, incluant Vilcabamba, le dernier refuge connu utilisé par les Incas après l’arrivée des conquistadors espagnols.